# Улрих фон Ветин
Улрих фон Ветин (на немски: Ulrich von Wettin; * ок. 1170; † 28 септември 1206 във Ветин) от род Ветини е от 1187 г. до смъртта си граф на Ветин в Саксония-Анхалт.
Той е син на граф Хайнрих I фон Ветин (1142–1181) и съпругата му София фон Зомершенбург († 1189/1190), дъщеря на пфалцграф Фридрих фон Зомершенбург. Така той е внук на Конрад Велики (1098–1157), маркграф на Майсен и на Дона Лужица, граф на Ветин.
Майка му София фон Зомершенбург се омъжва втори път през 1182 г. за ландграф Херман I от Тюрингия (1155–1217). Така Улрих е полубрат на Юта (1184–1235), омъжена 1197 г. за маркграф Дитрих фон Майсен и на Хедвиг († 1247), омъжена 1211 г. за граф Албрехт II фон Орламюнде, граф на Холщайн.
След смъртта на неговия син Хайнрих на 12 години на 25 март 1217 г., графството Ветин отива на неговия братовчед Фридрих II фон Брена и Ветин († 1221 в Акон).

## Фамилия
Улрих се жени за първи път след 1184 г. за дъщеря (1149 – пр. 1204) на Херман II фон Винценбург, ландграф на Тюрингия и на Луитгард фон Щаде, разведена от Фридрих II от Зомершенбург и вдовица на крал Ерик III от Дания. Първата му съпруга е вдовица на граф Хайнрих I фон Шварцбург († 1184).
Улрих се жени втори път преди 1204 г. за Хедвиг Саксонска (ок. 1175 – сл.1206) от род Аскани, дъщеря на Бернхард III, херцог на Саксония. Тя е сестра на Хайнрих I, княз на Анхалт, и на Албрехт I, херцог на Саксония.
Улрих има само един син:
- Хайнрих III (1205 – 25 март 1217).